# Simon Singh
Simon Singh, född 19 september 1964 i Wellington i Somerset, är en brittisk författare som specialiserat sig på matematiska och naturvetenskapliga ämnen, skrivna i populärvetenskaplig form.

## Biografi
Singh fick sin utbildning vid universitetet i Cambridge där han doktorerade i partikelfysik. Han påbörjade en forskarkarriär i fysik och arbetade bland annat vid CERN en tid innan han hoppade av och startade en karriär som förmedlare av populärvetenskap.
År 2008 gav Singh ut boken "Trick or Treatment" (svenska: Salvekvick och kvacksalveri, alternativmedicinen under luppen). Boken prövar strikt vetenskapligt ett antal så kallade alternativmedicinska behandlingar, med resultatet att endast några få fick godkänt. Bland annat beskrivs kiropraktikens historia och dess upphovsman Daniel David Palmer(en) som hävdade att "99% av alla sjukdomar orsakas av förskjutningar i ryggraden" och som använde kiropraktiska metoder för att bota till exempel dövhet och hjärtproblem.

### Förtalsmål
Efter en kritisk artikel om kiropraktik 2008 i The Guardian där Singh bland annat lyfte fram en ung kanadensisk kvinna som avled av komplikationer från kiropraktisk behandling, så blev Singh personligen stämd av Brittiska Kiropraktiska Sällskapet (Brittish Chiropractic Association, BCA) för förtal. Den 23 februari 2010 lade Singh fram sitt försvar. Den 15 april 2010 meddelades att BCA dragit tillbaka stämningen. Fallet fick stor uppmärksamhet, bland annat i en kampanj av organisationen Sense about Science(en) under devisen "Keep Libel Laws ouf of Science" där man kritiserade Storbritanniens förtalslagar som man menade äventyrade kritik och vetenskapligt ifrågasättande.

### Familj
Simon Singh är den yngste av tre bröder. Hans äldste bror är Tom Singh, grundare av butikskedjan New Look.

## Utmärkelser
- IET Kelvin Lecture,  2007
- Kelvin Medal and Prize,  2008
- Leelavati-priset,  2010[4]
- Christopher Zeeman Medal for Communication of Mathematics,  2022[5]
- Science Writing Award
- Fellow of the Committee for Skeptical Inquiry
- Riddare av Brittiska imperieorden

[Redigera Wikidata]